# Хрест святого Томи

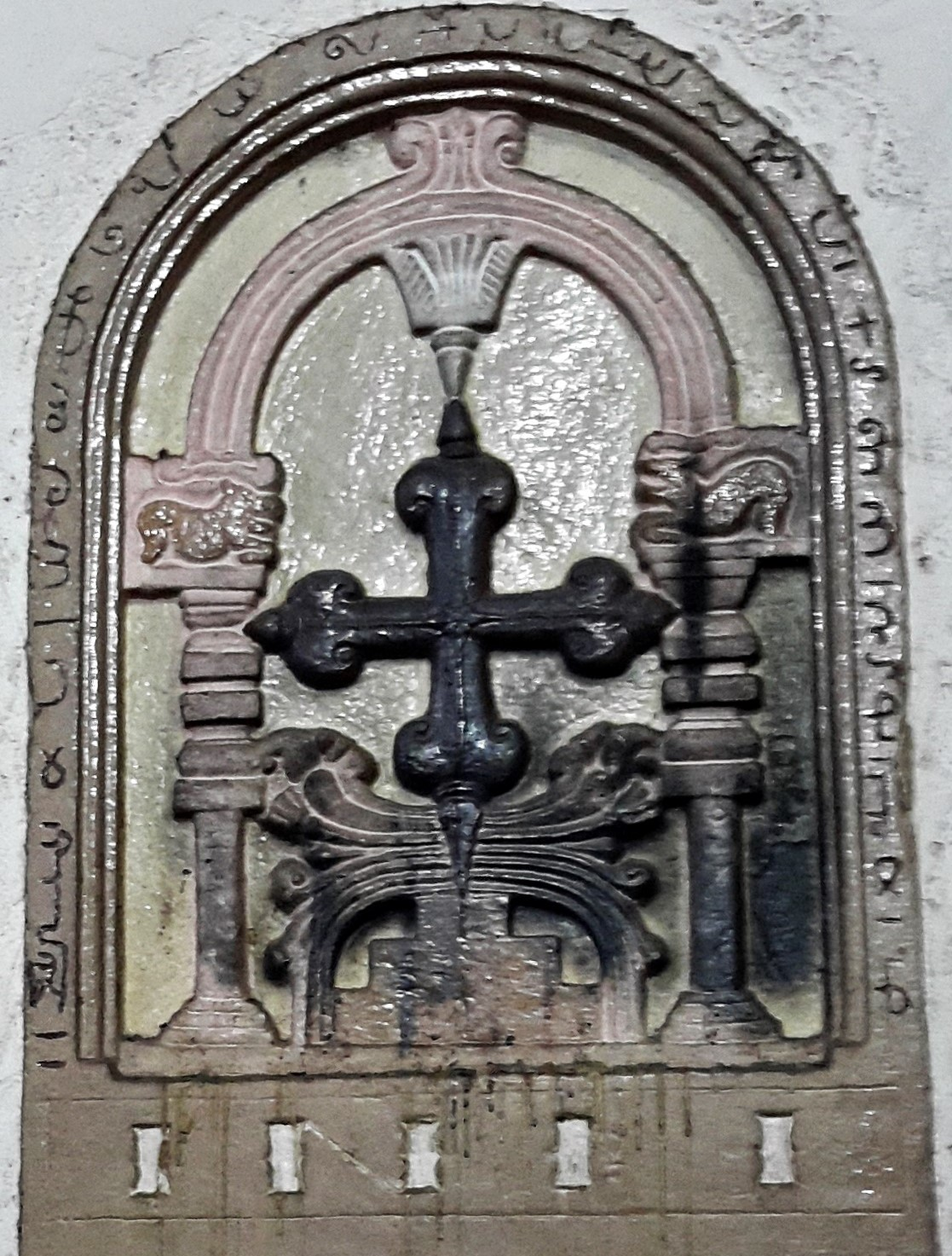
Знаменитий перський хрест або хрест Насрані в Кадаматтомі

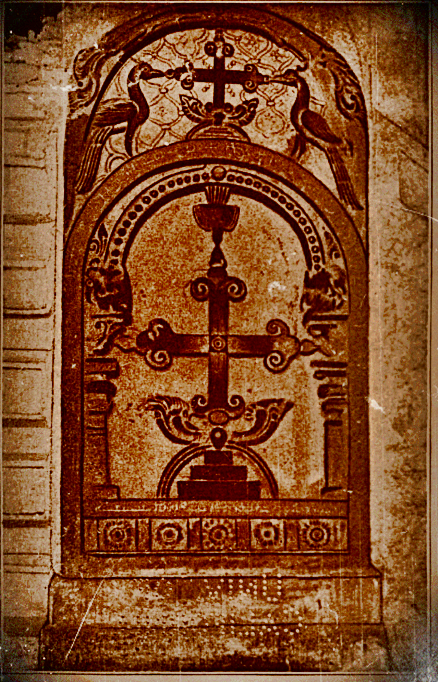
Перський хрест у Коттаям Кнаяя валія

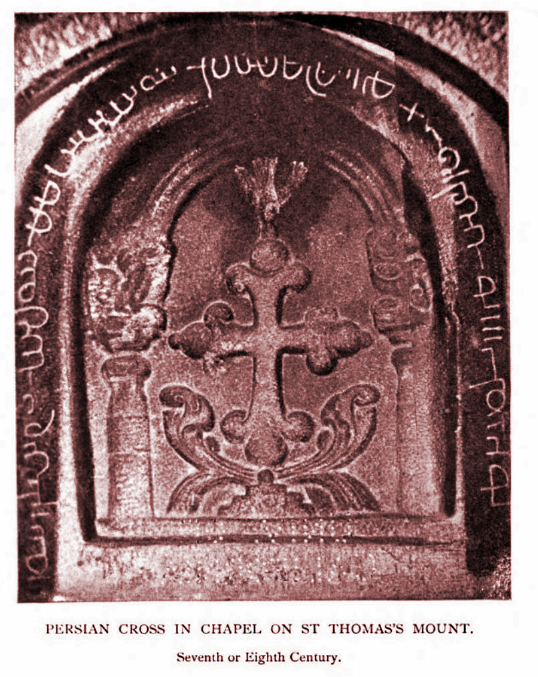
Перський хрест на горі Св. Тома, Ченнаї, Таміл Наду, Індія

Хрест святого Томи — давні хрести, які вживалися давніми християнськими громадами святого Томи в Індії, які походять від часів євангельської діяльності святого апостола Томи в І ст. Спільнота святого Томи — одна з найдавніших християнських громад світу. Християнські хрести святого Тома в основному класифікуються як Mar Thoma Sleeva (хрест святого Томи), Індійський хрест, Перський хрест і Насрани Стамбам.
Хрести святого Томи знайдена в Кадаматтомі, Маттушірі, Козналлурі, Коттаямі, Палліппурамі і Алагґаді в штаті південної Індії Керала. Поза межами Керали вони зустрічаються в Гоа та Таміл-Наді в Індії, Анурадхапурі на Шрі-Ланці та Таксілі в Пакистані. Квіткові індійські хрести зустрічаються у Коткаккаві, Палліпурамі та Ніранамі. Великі скельні хрести просто неба, відомі як Nasrani Sthambams, знайдені на фасаді багатьох християнських церков Сент-Томаса в Кералі. Зафіксовано, що до приїзду португальських мандрівників у Кералі було понад 150 сирійських церков.

## Термін
Мар Тома Шлеєва — сирійський термін, що означає Хрест святого Томаса. Антоніо Гувеа у творі «Йордана» у XVI ст. стверджує, що старі церкви християн обряду святого Томаса були сповнені хрестами певного типу (мілапурського). Він також зазначає, що шанування хреста — давній звичай у Малабарі. «Йордана» — найдавніший відомий письмовий документ, який називає хрест хрестом святого Томаса. Гувеа пише про шанування Хреста в Ґранганорі, згадуючи його як «Хрест християн».

### Місцеположення хрестів святого Тома
Хрести розташовані в таких місцях:

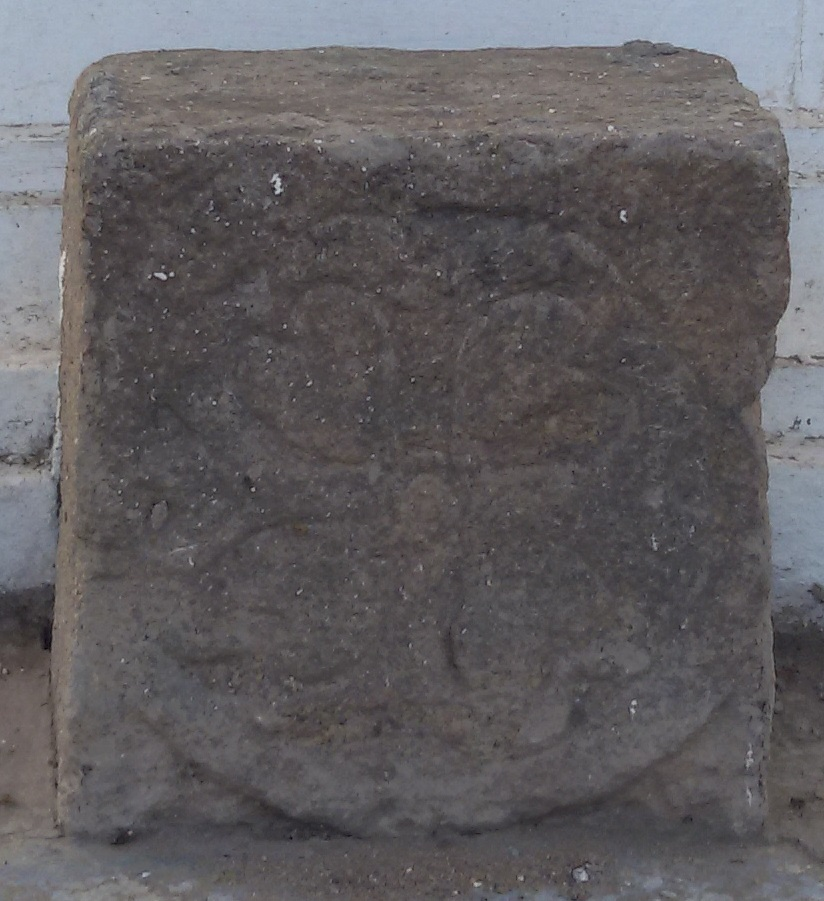
Котткакаву Слива, перський хрест, заснований Мар Сабором та Мар Прот, зберігся в паломницькому центрі Котткакаву Мар Тома, Північний Паравур

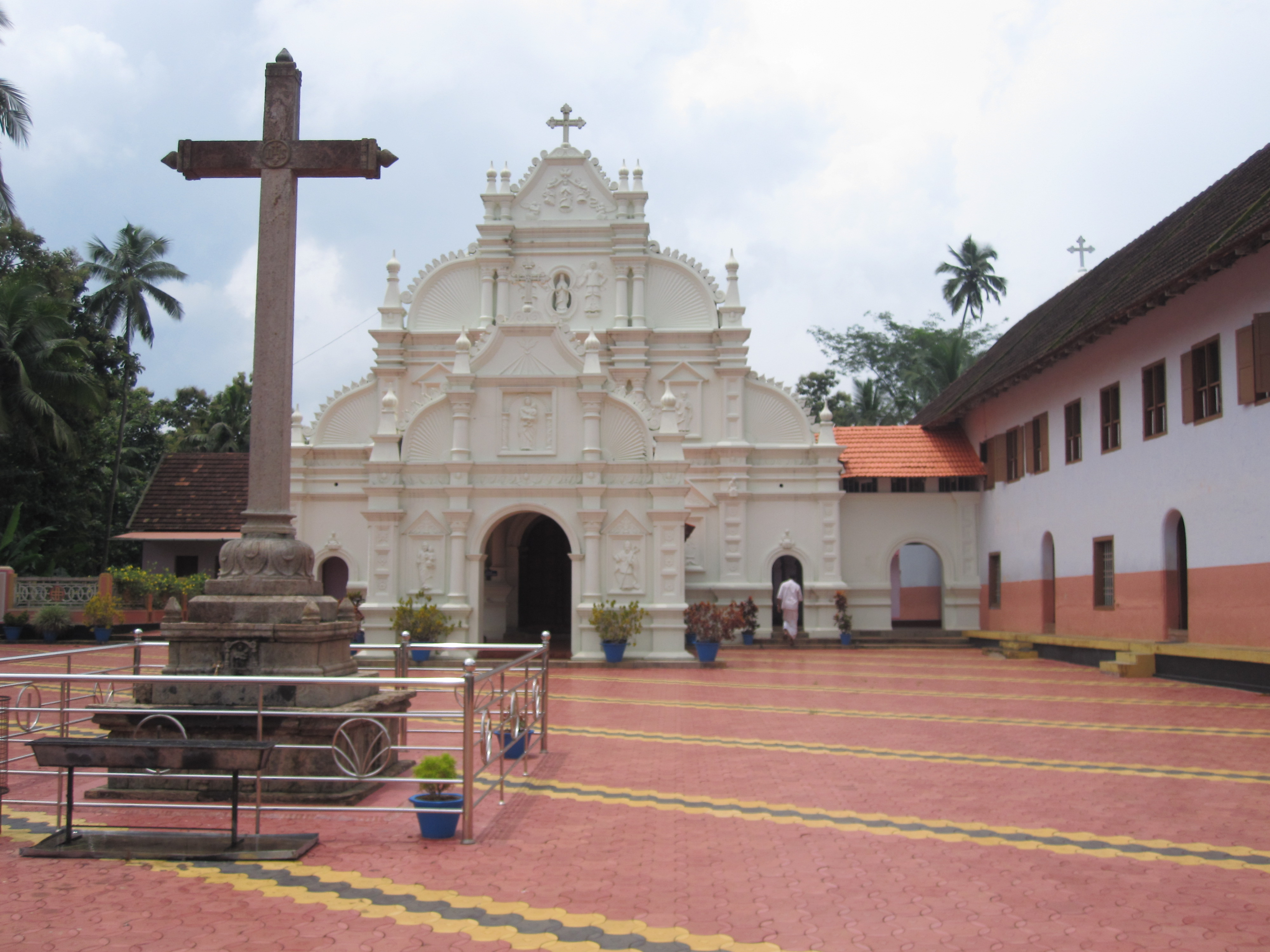
Кам'яний хрест просто неба також називають Насрані штамбом перед Сиро-Малабарською церквою Марта Маріама, Аракужа, Керала

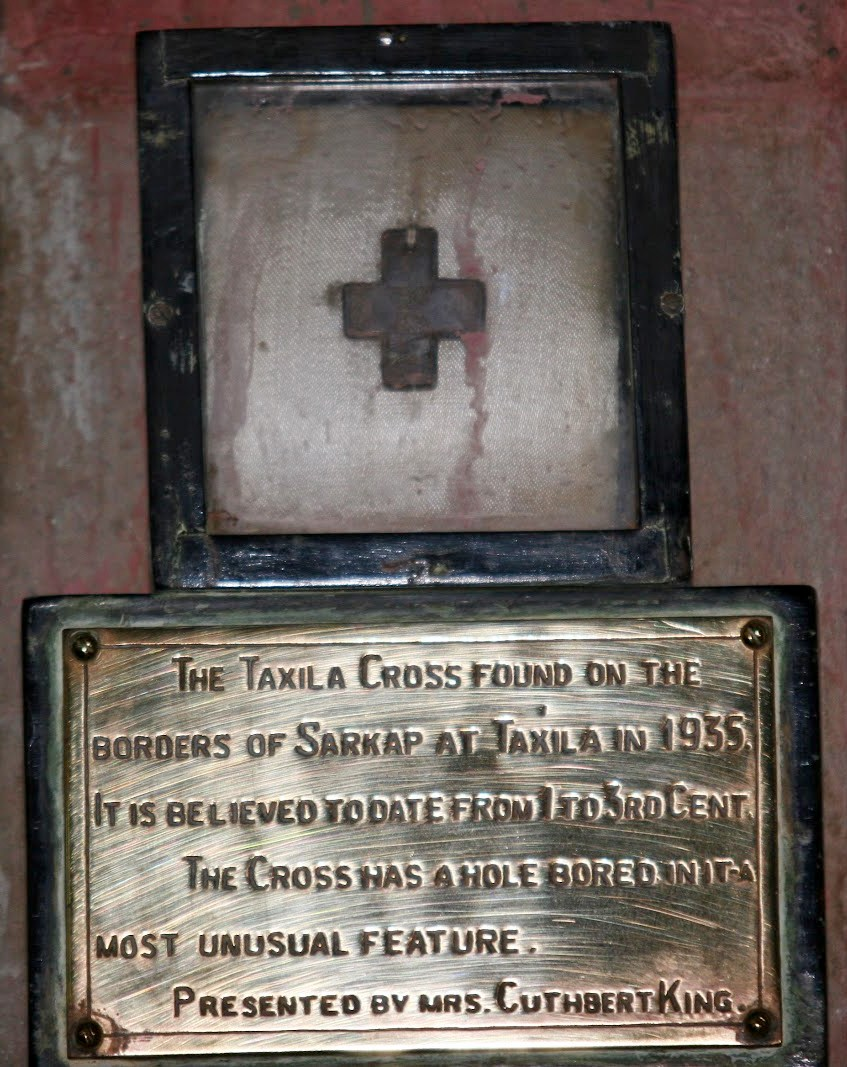
Хрест таксіла в Лахорському соборі

- Св. Томас Гора, Таміл Наду: Хрест знаходиться в церкві Богоматері Очікувань при Римо-католицькій єпархії Чингельпет (Мадрас- Мілапара).
- Алангад, штат Керала. Цей Хрест знаходиться в Сиро-Малабарській церкві Св. Марії при Великій Архиєпархії Ернакулам-Ангамалії Сиро-Малабарської Церкви. Цей Хрест вважається найстарішим хрестом в Індії.
- Кадаматтам, штат Керала. Цей Хрест знаходиться у храмі Кадаматтома Східної Православної Церкви.
- Муттучіра, штат Керала. Цей Хрест знаходиться в церкві Руха д 'Кудша при єпархії Палая Сиро-Малабарської Католицької Церкви.
- Коттаям, штат Керала. Цей Хрест знаходиться у Коттаям Валіапаллі (Церква Св. Марії Кнананії). Один хрест вважається пізнім походженням (Ca Х ст.).
- Козаналлур, Керала. Цей Хрест знаходиться у церкві св. Гервасія та Протаза[11] при єпархії Палая Сиро-Малабарської Католицької Церкви.
- Агасаїм, Гоа. Зараз хрест зберігається в Музеї піларних семінарій. Цей хрест датований VI ст.
- Анурадхапура, Шрі-Ланка. Хрест Анурадхапура зберігається в музеї Анурадхапури. Він був знайдений під час розкопок Анурадхапури у 1912 році. Цей хрест вважається найдавнішим хрестом на Шрі-Ланці.
- Таксіла, Пакистан. Це дуже маленький хрест, який знайшов у полі біля стародавнього міста Сіркап біля Таксили. Хрест зберігається в соборній церкві Воскресіння, Лахор.[12][13] Однак експерти зазначають, що хрест поділяє лише одну характеристику з іншими Хрестами Св. Тома, що вони здебільшого рівнобічні, з раменами однакової довжини. Вони стверджують, що давність цього хреста не може бути остаточно доведена, оскільки така ж характеристика спостерігається і в дохристиянських буддійських хрестах і варіантах свастики, знайдених в регіоні, і навіть у грецьких хрестах.[14][15][16]
- Індійський хрест зображений на скелі в передній частині церкви Пара (Північна), вперше опублікованій у Християнській енциклопедії Св. Томаса Індії, Vol. II, 1973, Ред. Джордж Менахері.
- На ґанку церкви святого апостола Томи, Кіллінгелл, вирізьблений Чарльз Мавер з Лідса, є хрест Св. Тома.[17]

### Інтерпретація написів
Артур Кокс Бернелл, археолог, в 1873 році переклав написи так:
«У покаранні хрестом (було) страждання цього;
Той, хто є справжнім Христом, а Бог вище і Посібник завжди чистим».
Проф. Ф. С. Буркітт і К. П. Т. Вінкворт, тодішній фахівець асирології в Кембриджському університеті, вивчали написи і виготовили переклад. Про це йшлося на Міжнародному конгресі сходознавців, який відбувся в Оксфорді в 1925 році.
Інтерпретація така:
«Мій Господи Христе, помилуй сирака Афраса, Чахарбухтського сина, який вирізав це (або який призвів до того, що це було вирізано)».
На великому хресті стоїть це додаткове речення в Естранґело Сирійському. (Галатам 6:14)
«Нехай я ніколи не хвалитиму, окрім хреста Господа нашого Ісуса Христа».
Напис у церкві Кадаматтом при перекладі:
«Я, прекрасний птах Ніневія, приїхала в цю землю. Написаний мною Шепер, якого врятував Святий Месія від нещастя».

### Символіка хреста святого Томи
На відміну від хрестів в інших традиціях, хрест Святого Томи не має на собі розп'яття. Окрім цієї унікальної якості, кожен її елемент має символічні значення. Взагалі Хрест символізує життя, а не смерть і страждання.
- Не маючи зображення Ісуса, хрест святого Томи віщує відкриття порожньої гробниці, прославляючи Воскресіння Ісуса.[7]
- Чотири кінці хреста мають квіткову форму, що символізує плодоношення і життя з дерева життя.
- Квітка лотоса під хрестом є символом буддизму та Індії. Культурна адаптація місцевих образів, хрест, закріплений на лотосі, символізував би християнство в Індії в І ст. Лотос — це також пуранська свята квітка, приношення Богові в індуїстській традиції; все, що пропонується на листках лотоса, вважається сприятливим.
- Три кроки нижче Хреста являють собою Голгофу, символічно посилаючись на смерть Ісуса, також три колоди Ковчега та сходження на гору Синай.
- Нарешті, голуб над хрестом символізує Святого Духа, третю особу Святої Трійці згідно з християнською традицією. Саме цей дух воскресив Ісуса з мертвих і дарує подарунки вірним Церкви.

## Перський хрест
Хрест святого Томи має Сиро-Малабарська паломницька церква, Північний Паравур та Церква Св. Марії Сиро-Малабар Форану, Палліпурам при Великій Архиєпархії Ернакулам-Анкамалій Сиро-Малабарської Церкви та Православна Сирійська Церква Св. Марії, Ніранам при Ніранамській єпархії Православна сирійська церква Маланкара має давній, квітучий перський хрест.

## Насрани Штамбам
Насрани Штамбами — гігантські кам'яні хрести просто неба. Плінтус цих хрестів представляє пелюстки лотоса і квітки лотоса та має квадратну основу. У ньому також є безліч іконографічних мотивів, серед яких слони, павичі та різні інші тварини. Ці хрести знайдені в Пузенчірі, Параппуккарі, Веліянаді, Каппарамбі, Ангамалі, Канюрі, Малаяттурі, Удаямперурі, Куравалангаді, Узгавурі, Чунгамі, Кадузаразі, Музалакодамі, Муттачірі, Кудалмалурі, Ніранамі, Аракужі, Козаланганамі, Ченґаннурі, Зумпамоні, Чазаннурі і багатьох інших місцях.